# 迎恩门 (绍兴)
迎恩门为中国浙江省绍兴市古城西北角的城门，初建于南宋嘉定十六年（1223），清代改称为西郭门，位于常喜门（宋名，明清改称常禧门）北约五里，三江门（宋名，明清改称昌安门）西约六里，兼有水陆城门。
该门为历史上从杭州进入绍兴的水陆要道，传古时凡朝廷命官以至皇帝亲临都必经此门，故称迎恩门。原城门已于近代拆除，今建筑为2001年改造环城河时所重建，由水陆城门、敌楼、生聚阁和送贤堂等组成，城门高21米，悬有欧阳中石所书“浙东屏藩”匾额。旱门外（西侧）有吊桥，水门外有明代古桥迎恩桥。